# 科斯萊斯滕城堡
科斯萊斯滕城堡是位於斯洛維尼亞城市克拉尼的一座修建於13世紀的城堡建築。現在科斯萊斯滕城堡是一座博物館。